# Rocca Sinibalda
Rocca Sinibalda é uma comuna italiana da região do Lácio, província de Rieti, com cerca de 819 habitantes. Estende-se por uma área de 49 km², tendo uma densidade populacional de 17 hab/km². Faz fronteira com Ascrea, Belmonte in Sabina, Castel di Tora, Colle di Tora, Concerviano, Longone Sabino, Monteleone Sabino, Poggio Moiano, Torricella in Sabina, Varco Sabino.

## Demografia
| Variação demográfica do município entre 1861 e 2011                               |
|                                                                                   |
| Fonte: Istituto Nazionale di Statistica (ISTAT) - Elaboração gráfica da Wikipedia |